# Ein Lied von Liebe und Tod – Gloomy Sunday
Ein Lied von Liebe und Tod – Gloomy Sunday ist ein deutsch-ungarischer Spielfilm aus dem Jahr 1999, der nach der Vorlage des Romans Lied vom traurigen Sonntag von Nick Barkow unter der Regie von Rolf Schübel gedreht wurde. Das Drama spielt im Budapest der 1930er und 1940er Jahre und handelt von der Dreiecksbeziehung der Kellnerin Ilona Várnai zu dem jüdischen Restaurantbesitzer László Szabó und dem Pianisten András Aradi. Einen weiteren Part im Beziehungsgeflecht hat der deutsche Geschäftsmann und spätere SS-Offizier Hans Wieck, der in der Zeit der Okkupation Ungarns nach Budapest zurückkehrt. Den zentralen roten Faden bildet das Lied Gloomy Sunday des ungarischen Komponisten Rezső Seress, das aufgrund seiner melancholischen Stimmung als Lied der Selbstmörder in den 1930er Jahren weltweit bekannt wurde.

## Handlung
Zu seinem 80. Geburtstag erfüllt sich der erfolgreiche deutsche Geschäftsmann Hans Eberhard Wieck einen langgehegten Wunsch und möchte im Restaurant Szabó in Budapest feiern, wo er 60 Jahre zuvor oft Gast war. Als das Essen gebracht wird, bittet er die Musikanten, „das Lied, das berühmte“ zu spielen. Während die Gäste das Essen genießen und den Klängen lauschen, entdeckt er ein Foto der damaligen Bedienung Ilona. Unmittelbar danach bricht er zusammen, woraufhin in die Zeit vor 60 Jahren zurückgeblendet wird.
In den 1930er-Jahren betreibt László Szabó ebendieses gutgehende Restaurant und nicht nur er, sondern auch einige seiner Gäste sind der bezaubernden Bedienung Ilona verfallen. Die beiden haben eine glückliche Beziehung. Als er sich einen Flügel kauft, engagiert er den jungen Pianisten András, der bald ebenfalls Gefühle für Ilona hegt. Ebenso geht es dem jungen Hans Wieck, der in diesen Tagen hier täglich sein Rollfleisch genießt.
Zu ihrem Geburtstag schenkt András Ilona 'Das Lied vom traurigen Sonntag', das er für sie komponiert hat. Die anwesenden Gäste sind wie Ilona begeistert. Da Hans ebenfalls Geburtstag hat und dies außerdem sein letzter Tag in Budapest sei, bittet er sie, ein Bild von ihr aufnehmen zu dürfen, und ebendieses Bild sieht er 60 Jahre später dort wieder. Auf dem Heimweg macht er Ilona einen Heiratsantrag, den sie jedoch ablehnt. Sie gesteht László, dass sie auch András liebe, worauf er ihr sagt, dass sie sich frei entscheiden könne. Sie geht mit András, worauf sich die beiden verschmähten László und Hans auf einer Donau-Brücke treffen. Vor Liebeskummer springt Hans in die Donau, wird jedoch von László gerettet. Am nächsten Tag verlässt Hans Budapest.
Ilona geht nun mit László und András eine Dreiecksbeziehung ein; beide wissen Bescheid, verstehen sich und wollen lieber eine geteilte Ilona, als sie ganz zu verlieren. Auch wenn es zu kleineren Problemen kommt, läuft es gut und auch László und András bleiben Freunde. László verhilft András zu einem guten Schallplattenvertrag, worauf das Lied sehr bekannt wird, aber eben auch von einigen Selbstmördern entdeckt wird. Konfrontiert mit dieser Wirkung, will András sich selbst vergiften, wird jedoch von Ilona und László daran gehindert. Die Giftampulle nimmt László danach an sich.
Vor Ende des Zweiten Weltkriegs kehrt auch Hans, nun als Mitglied der SS, nach Budapest zurück. Zwischen ihm und András kommt es zum Konflikt, als András sich weigert, für ihn das Lied vom traurigen Sonntag zu spielen. Ilona versucht, die Situation zu entschärfen, indem sie den von Selbstmordabsichten geprägten Text des Liedes singt, ein Wunsch von András, den sie zuvor immer abgelehnt hatte. Direkt im Anschluss erschießt sich András mit der Pistole von Hans.
Der nicht praktizierende Jude László hatte sein Restaurant und Geld bereits zuvor an Ilona überschrieben, diese hatte ihn wiederum als Geschäftsführer angestellt, um ihn so als unentbehrlich dem Zugriff der Nationalsozialisten zu entziehen. Wegen der wachsenden Gefahr bittet László Hans trotzdem um Papiere, mit denen er sicher das Land verlassen könnte. Hans versichert ihm jedoch, dass László unter seinem persönlichen Schutz stehe und dass ihm nichts passieren könne, solange er, Hans, in Budapest ist. Stattdessen überredet er László, ihm reiche Juden zuzuführen, die er dann gegen hohe Geldbeträge oder Wertgegenstände außer Landes schaffen kann. Hans offenbart sich als Opportunist, der bereits ein Vermögen für die Nachkriegszeit anhäuft.
Trotzdem wird László eines Tages von der SS abgeholt, kurz bevor er mit dem Gift, das er noch von András hat, Selbstmord begehen kann. Ilona bittet Hans verzweifelt um Hilfe, die er ihr auch verspricht, jedoch als Gegenleistung Sex mit ihr verlangt. Auf dem Bahnhof rettet er dann aber einen anderen, reichen Juden.  Ilona ist anschließend schwanger; es bleibt unklar, von wem. László stirbt im KZ Auschwitz.
Wieder zurück in der Gegenwart, ist Hans inzwischen auf seiner 80. Geburtstagsfeier verstorben. Viele Reporter berichten über den Tod des erfolgreichen Geschäftsmannes, der im Zweiten Weltkrieg unter Einsatz seines Lebens viele Juden vor dem Tod gerettet habe. Als Schlussszene sieht man, wie der aktuelle Besitzer des Restaurants, der sich durch seine Ähnlichkeit als Sohn von Ilona und László entpuppt, zwei Gläser Champagner füllt und damit seiner alten Mutter zum Geburtstag gratuliert, die gerade damit beschäftigt ist, neben dem Geschirr der Feier auch die nun leere alte Giftampulle auszuwaschen, die sie nach der Verhaftung Lászlós an sich genommen hatte. Sie haben Hans offenbar vergiftet.

## Hintergründe
Das namensgebende und im Film eine wichtige Rolle spielende Lied Trauriger Sonntag (Originaltitel: Szomorú Vasárnap) gibt es tatsächlich. Es wurde 1933 von dem ungarischen Pianisten Rezső Seress komponiert. Da es wegen seiner melancholisch-schönen Art von vielen Selbstmördern vor ihrem Freitod zuletzt gehört worden war, wurde es im Volksmund schon bald Ungarisches Selbstmordlied genannt.
Raoul Wallenberg (Diplomat Schwedens), Carl Lutz (Diplomat der Schweiz) und zahlreiche mutige ungarische Widerstandskämpfer retteten 1944 etwa 62.000 ungarische Juden. Sie stellten Juden, die nach Palästina auswandern wollten, Schutzpässe und Schutzbriefe aus (die ungarische Gendarmerie und das Eichmann-Kommando respektierten diese Papiere).
Von den 825.000 Personen, die in Ungarn innerhalb der Grenzen von 1941 bis 1945 lebten und als Juden angesehen wurden, überlebten 260.000 die Kriegsjahre; etwa 565.000 starben im Holocaust.
Viele von letzteren wurden von Budapest aus in Vernichtungslager deportiert und dort ermordet.
Etwa im Dezember 1944 begann der Endkampf um Budapest; er wird in Länge, Verbissenheit und Umfang mit der Schlacht um Stalingrad verglichen, wurde aber weit weniger bekannt, weil etwa zeitgleich viele andere dramatische Schlachten (u. a. Schlacht um Aachen, Hürtgenwald, Ardennenoffensive, Unternehmen Nordwind, Schlacht um Ostpreußen) tobten.
Der Roman von Nick Barkow wurde bereits 1949 von Jacqueline Audry unter dem Titel Einsamer Sonntag verfilmt.

## Kritiken
„Aufwendig inszeniertes Melodram, das mit einem betont populären Zugriff auf die Romanvorlage die Grenzen von Utopie und Wirklichkeit auslotet. Trotz dramaturgischer Schwächen überzeugt der Film durch seine Kameraarbeit und exzellente schauspielerische Leistungen.“

## Ehrungen
Bayerischer Filmpreis 2000
- Beste Kamera: Edward Klosinski
- Beste Regie: Rolf Schübel

Deutscher Drehbuchpreis 2000
- Bestes Drehbuch

Deutscher Filmpreis 2000
- nominiert:
  - Bester Spielfilm
  - Bester Hauptdarsteller: Joachim Król

Deutscher Kamerapreis 2000
- nominiert:
  - Beste szenische Schnittleistung: Ursula Höf

Satellite Awards 2004
- nominiert:
  - Bester fremdsprachiger Film

Gilde-Filmpreis 2000